# Datianus (Praeses)

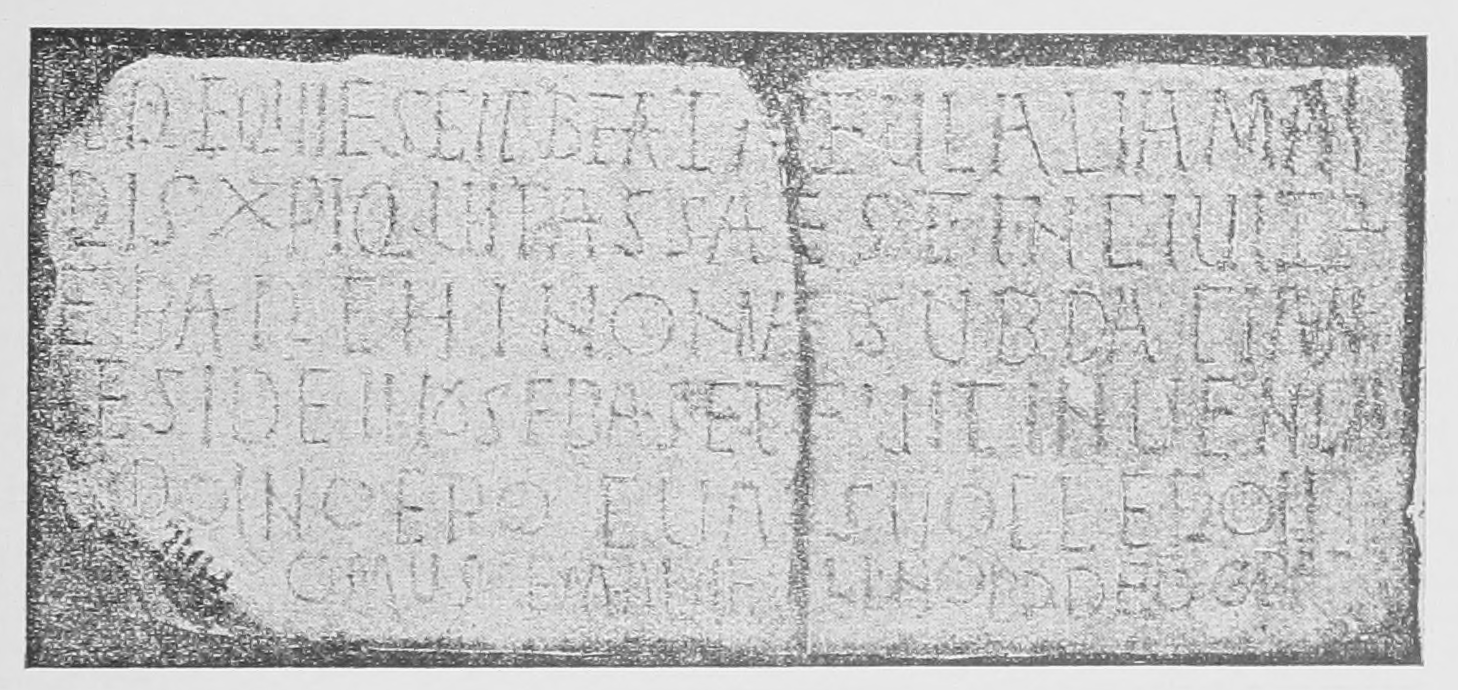
Gedenktafel aus dem 9. Jahrhundert anlässlich der Wiederentdeckung des Leichnams der Eulalia von Barcelona, die Datianus als Praeses in Barcelona nennt.

Datianus (auch Dacianus oder Dacien genannt) ist in mehreren Heiligenviten als Praeses der Provinzen Hispania citerior und Lusitania des römischen Reiches in der Zeit der Diokletianischen Christenverfolgung überliefert. Weitere Belege zu seiner Existenz sind bislang nicht bekannt.
Zwar fand Datianus Aufnahme in dem Werk Prosopography of the Later Roman Empire, jedoch erfolgte dies unter Vorbehalt, da Heiligenviten alleine genommen nicht als ausreichend verlässlich erachtet werden, obwohl sie in Einzelfällen eine wertvolle Quelle für römische Namen sein können.

## Hagiographische Überlieferungen
Zu den ältesten hagiographischen Überlieferungen, die Datianus erwähnen, gehört die Vita des Vinzenz von Valencia, die noch im 4. Jahrhundert von Prudentius in seinem Werk Liber Peristephanon und von Augustinus von Hippo zu Beginn des 5. Jahrhunderts in seinen Predigten zum Märtyrertod von Vinzenz ausgewertet wurde. Die poetische Überlieferung des Prudentius verbindet die säkularen römischen Traditionen der Dichtkunst mit dem nach der konstantinischen Wende entstandenen Heiligenkult, bei dem die zahlreichen Märtyrer aus der diokletianischen Christenverfolgung verehrt werden und ihnen zunehmend die Rolle als Bittsteller zugeordnet wurde aufgrund der Annahme, dass sie Christus besonders nahe seien.

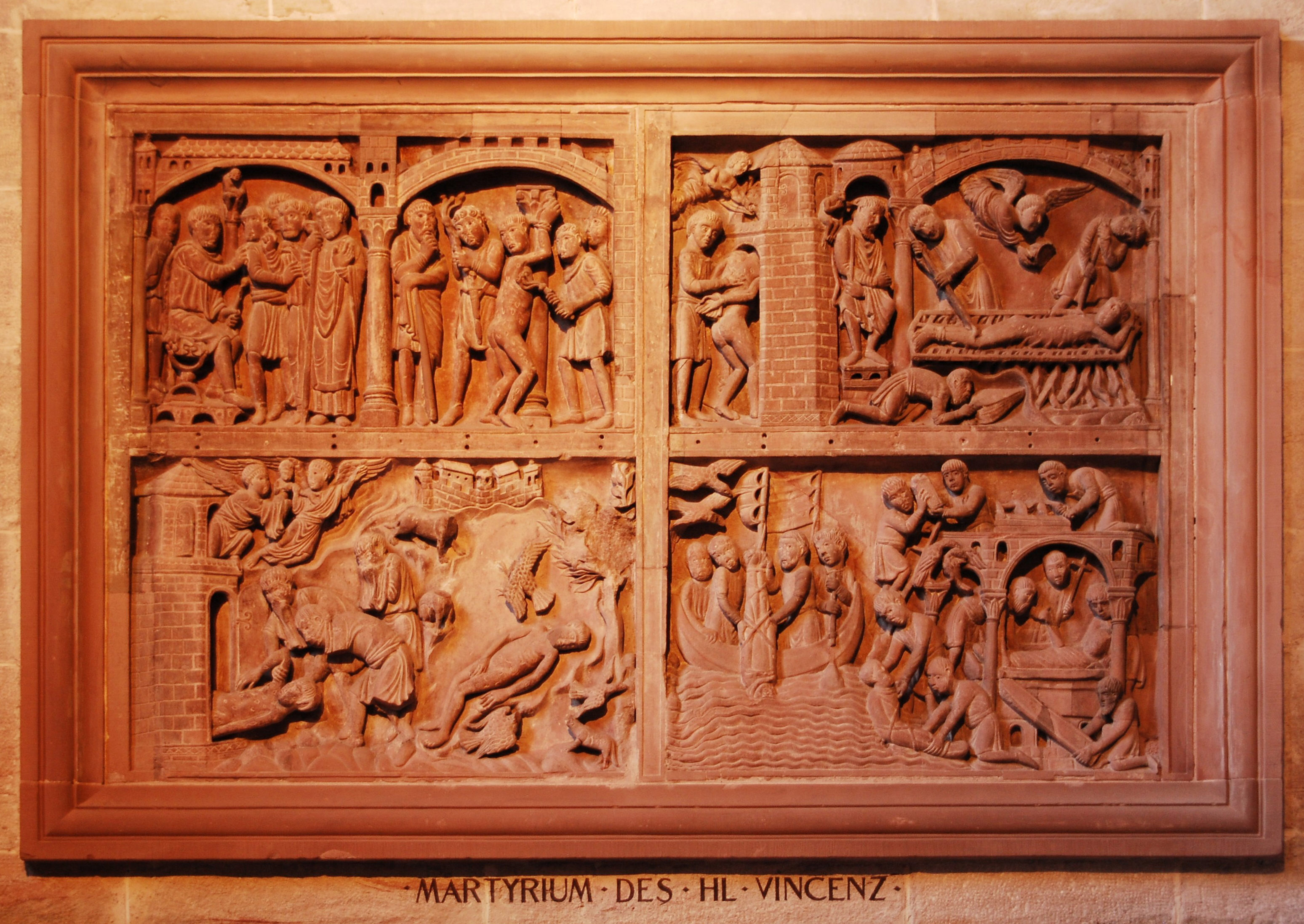
Die Passion des Vinzenz in einer im 12. Jahrhundert entstandenen Darstellung aus dem Basler Münster.

Zentrum der Überlieferung ist die Passion, die als ein Kampf bis zum Tode verstanden wird zwischen einem Tyrannen und dem Märtyrer in der Rolle als Soldat Christi. Die Passionen beginnen mit einer öffentlichen Verhandlung, einem Tribunal, in dem der Märtyrer vor Datianus steht. Datianus besteht auf einem Akt der Apostasie wie beispielsweise der Darbietung eines Opfers an die römischen Götter. Dies wird durch den Märtyrer verweigert, worauf Datianus es zunächst versöhnlich versucht und dann schließlich Gewalt androht. Nachdem der Märtyrer standhaft bleibt, wird er einer langen Reihe von Peinigungen unterzogen. Prudentius fasst die Leiden des Vinzenz zusammen:
| Lateinische Fassung:                                                                                          | Deutsche Übersetzung von Birgit Meineke: |
| tormenta, carcer, ungulae stridensque flammis lammina atque ipsa poenarum ultima, mors, Christianis ludus est | Folterwerkzeuge, Kerker, Marterkrallen und eine vor Flammen zischende Folterplatte, ja selbst die äußerste der Strafen, der Tod, ist für den Christen ein Leichtes |

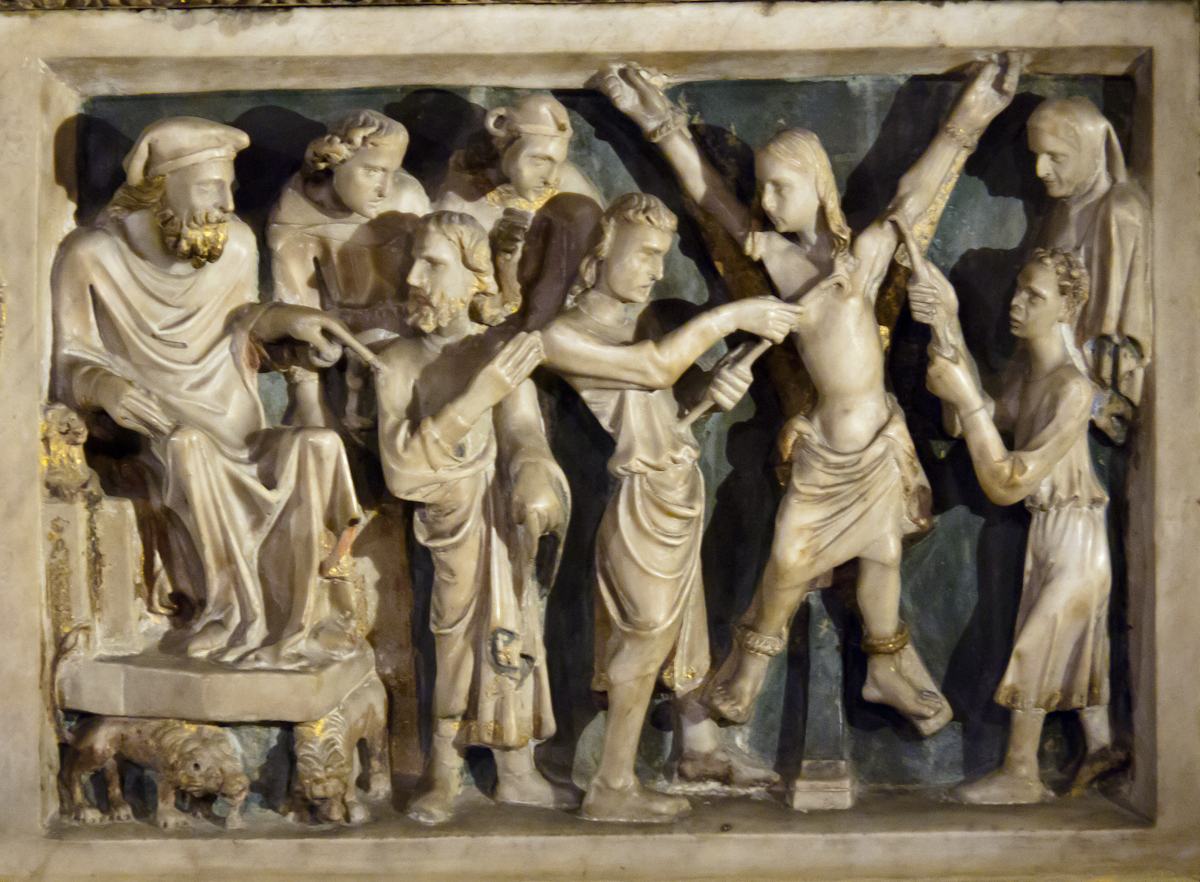
Relief aus dem 14. Jahrhundert in der Krypta der Kathedrale von Barcelona mit einer Darstellung der Anwendung der Marterkrallen an der heiligen Eulalia unter Aufsicht von Datianus.

Während der Märtyrer immer härteren körperlichen Qualen unterworfen wird, vergrößern sich die psychischen Qualen des Datianus, da all die Folterungen nichts an der Standfestigkeit des Märtyrers ändern. Für dieses Thema des Opfers, das alle Torturen unbewegt übersteht, finden sich Vorbilder in den im vierten Jahrhundert bekannten Epen. Michael Roberts nennt als Beispiele die Rückkehr von Regulus nach Karthago, wohlwissend, dass ihm dort Folter und der Tod drohen, und den spanischen Helden, der in dem Epos Punica von Silius Italicus den Karthager Hasdrubal tötet und danach von den Karthagern gefoltert und getötet wird, ohne dabei seine Ruhe zu verlieren.
Am Ende kommt der Tod als ein Akt der Befreiung, nach der die Seele des Leidenden dem Himmel zugeführt wird. So wie zuvor der Märtyrer im Tribunal vor Datianus stand, steht er in der Darstellung von Prudentius nun vor Christus als Richter, wo ihm seine Standfestigkeit vor dem irdischen Tribunal honoriert wird. Auf der Erde wird der Märtyrer als Heiliger verehrt, während Datianus nur noch als Tyrann in Erinnerung bleibt:

“Quis autem hodie Daciani vel nomen audisset, nisi Vincentii passionem legisset?”

„Wer hätte heute je von Datianus gehört, wenn man nicht die Passion des Vinzenz gelesen hätte?“

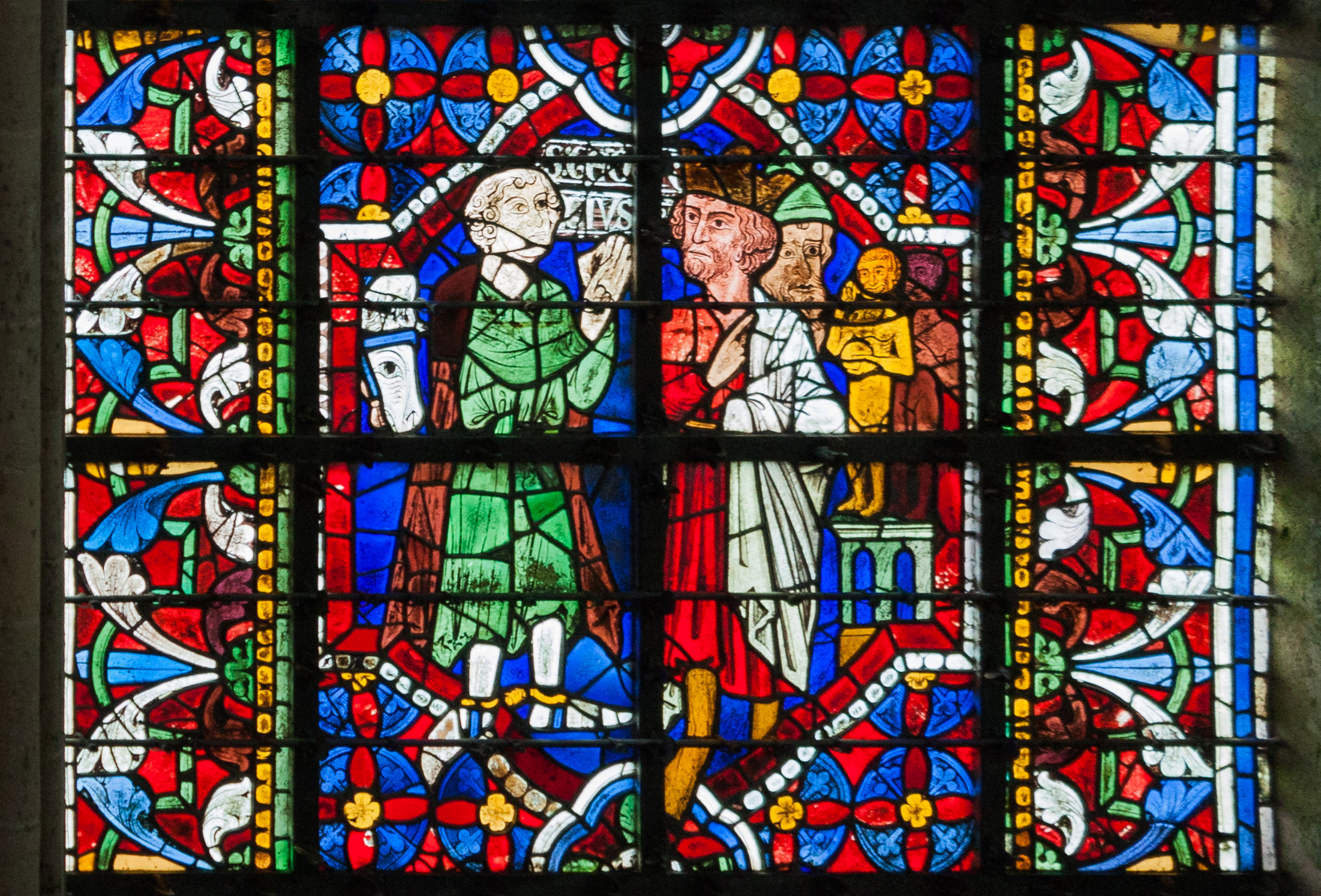
Französische Glasmalerei des 13. Jahrhunderts in der Kathedrale zu Coutances, in der Datianus Georg auffordert, den römischen Göttern zu opfern.

Weitreichende Ähnlichkeiten bestehen zwischen den Überlieferungen zu den Heiligen Georg und Vinzenz, obwohl der Ursprung der Georgslegende im von der iberischen Halbinsel weit entfernten Kappadokien vermutet wird. Neben den Gemeinsamkeiten der Handlungsabläufe fällt auch die namentliche Ähnlichkeit zwischen Datianus und dem Dadianos der Georgslegende auf. Nach einer der Hypothesen könnte es sich bei Dadianos um eine gräzisierende Übernahme eines auf -dad endenden Namen eines Sassaniden-Herrschers wie etwa Hormizdad handeln. Oder der Name könnte sich von dem Beinamen Dadianos eines alten georgischen Fürstengeschlechts ableiten. Umgekehrt wird es auch für möglich gehalten, dass Datianus sich aus einer Kontraktion der historischen Namen Decius und Diokletian ergab. Da der Ursprung der Georgslegende ebenfalls in der zweiten Hälfte des 4. Jahrhunderts vermutet wird, ist eine Übernahme des Namens in einer der beiden Richtungen denkbar.
Die weit verbreitete Passio S. Vincentii wurde im 7. Jahrhundert zur Vorlage weiterer Vitae im spanischen und südfranzösischen Raum, die ebenfalls Datianus erwähnen. Zu diesen gehören die Vitae für Justus und Pastor, Eulalia, Fides von Agen und Germanus von Girona. Durch diese vielfachen Übernahmen wird Datianus zum universellen Christenverfolger.